# Agnezia abyssa
Agnezia abyssa is een zakpijpensoort uit de familie van de Agneziidae. De wetenschappelijke naam van de soort is voor het eerst geldig gepubliceerd in 2002 door Sanamyan & Sanamyan.